# Nxuba
Nxuba  is een voormalige gemeente in het Oost-Kaapse district Amatole in Zuid-Afrika. Per 1 januari 2016 werd de gemeente samengevoegd met Nkonkobe. De nieuwe gemeente heet Raymond Mhlaba.

## Hoofdplaatsen
Het nationaal instituut voor de statistiek, Stats SA, deelt sinds de census 2011 de 24.264 inwoners in in 6 zogenaamde hoofdplaatsen (main place):
Adelaide • Bedford • Lingelethu • Nonzwakazi • Nxuba NU • Nyara.